# Społeczeństwo informacyjne
Społeczeństwo informacyjne – społeczeństwo, w którym towarem jest informacja traktowana jako szczególne dobro niematerialne, równoważne lub cenniejsze nawet od dóbr materialnych. Przewiduje się rozwój usług związanych z 3P (przesyłanie, przetwarzanie i przechowywanie informacji).

## Geneza terminu
Termin społeczeństwo informacyjne (wersja oryginalna: jōhōka shakai) został wprowadzony w 1963 roku przez Japończyka Tadao Umesao w artykule o teorii ewolucji społeczeństwa wykorzystującego technologię informatyczną. Termin spopularyzował Kenichi Koyama w 1968 roku w rozprawie pt. „Wprowadzenie do teorii informacji” (Introduction to Information Theory). W 1971 roku w Japonii powstał również plan wdrażania społeczeństwa informacyjnego, który uznano za cel 2000 roku. Zgodnie z nim Japonia miała stać się pierwszym społeczeństwem informacyjnym na świecie.
Do Europy trafił po raz pierwszy pod koniec lat 70 za sprawą ekspertów – Alaina Minca oraz Simona Nory. W Stanach Zjednoczonych upowszechnił dzięki pracom Macra Uri Porata oraz Fitza Machlupa. Na przełomie XX i XXI wieku wartość informacji wzrosła. Od tego czasu stanowi ona podwaliny funkcjonowania gospodarek. Uznaje się ją za jeden z zasobów, obok pracy oraz kapitału.
Głównymi wartościami nowego społeczeństwa stały się informacja oraz wiedza. Nowoczesne rozwiązania technologiczne pozwoliły na przestawienie gospodarki z produkcyjnej na taką opartą na usługach. Technologię wykorzystywano do automatyzacji czynności, komunikacji, magazynowania oraz przekształcania informacji, a także wspierania procesu decyzyjnego.
Zgodnie z teoriami rozwoju społecznego społeczeństwo informacyjne to kolejny etap rozwoju społecznego, następujący po społeczeństwie przemysłowym. Określane jest również mianem społeczeństwa post-nowoczesnego, ponowoczesnego lub poprzemysłowego. Z punktu widzenia społecznego podziału pracy, społeczeństwem informacyjnym można nazwać zbiorowość w której więcej niż 50%, spośród zawodowo czynnych osób jest, zatrudnionych przy przetwarzaniu informacji. Daniel Bell określał pracę człowieka przednowoczesnego jako grę człowieka z przyrodą, człowieka nowoczesnego jako grę człowieka z naturą nieożywioną a pracę człowieka ponowoczesnego jako grę między ludźmi.

## Rewolucje przemysłowe
Pierwsza rewolucja przemysłowa miała miejsce w XVIII wieku w Wielkiej Brytanii. Była ona następstwem epoki renesansowej. Pierwsza rewolucja przemysłowa jest rewolucją techniczną, ponieważ podczas jej trwania najistotniejsze było powstawanie urządzeń, które zmieniały sposób funkcjonowania społeczeństwa. Wynalazki, które powstały w tym czasie nadały kierunek kolejnym etapom rozwoju:
- maszyna parowa oraz stworzenie silników spalinowych – powstały w 1769 roku, wynalezione przez Jamesa Watta
- maszyny tkackie i przędzalnicze – 1769 rok, wynalezione przez Jamesa Hargreavesa oraz Richarda Arkwirghta

Wprowadzenie urządzeń mechanicznych do życia codziennego ułatwiło funkcjonowanie w ówczesnym czasie. Wywołało to chęć ulepszenia tych wynalazków oraz stworzenia nowych. Pierwsza rewolucja przemysłowa trwała do połowy XIX wieku.
Druga rewolucja przemysłowa wiązała się z rozwojem technicznym w innych państwach niż Anglia. Pod koniec XIX wieku do rozwoju produkcji technicznej dołączyły USA oraz zjednoczone Niemcy. Konkurencja spowodowała przyśpieszenie postępu technologicznego, który rozszerzył możliwości człowieka. Maszyna parowa wynaleziona w XVIII wieku dała szansę na wykorzystanie surowców (węgiel, stal) w życiu codziennym:
- pierwsza lokomotywa Stephensona – powstała w 1814 roku
- pierwsza pasażerska linia kolejowa Mancherster-Liverpool – powstała w 1830 roku
- pierwszy parostatek – powstał w 1807 roku, wynaleziony przez Roberta Fultona[7]

Wiek XX to „wiek rewolucji naukowo-technicznej”. Wiek XX to odkrycia oraz rozwój z różnych dziedzin nauki m.in.: astronomii, kosmologii, edukacji, radiofonii, telewizji oraz filmu. Radio oraz telegraf zaczęły pełnić funkcję informacyjną dla całego społeczeństwa, nie tylko w żegludze czy kolei. Film i telewizja w XX wieku rozwinęła się na tyle, że „współczesną cywilizacje uważa się za cywilizację obrazkową”. Wraz z zainteresowaniem ludzi rozwijały się możliwości przekazywania informacji oraz docierania do szerszego grona odbiorców z kulturą.
Wiek XXI to gwałtowny rozwój techniki komputerowej i rewolucji informatycznej. Obecne możliwości techniczne, że człowiek jest w świecie rzeczywistym oraz internetowym. Przedsiębiorstwa sterują procesami na odległość, ludzie komunikują się ze sobą bez względu na czas i miejsce. Internet stał się „globalną wioską”. Świat dąży do innowacji w każdej dziedzinie życia.

## Różnice definicji
- Społeczeństwo charakteryzujące się przygotowaniem i zdolnością do użytkowania systemów informatycznych, skomputeryzowane i wykorzystujące usługi telekomunikacji do przesyłania i zdalnego przetwarzania informacji[10].
- Społeczeństwo, które znalazło zastosowanie rozwiniętych technicznie środków przetwarzania informacji i komunikowania się dla stworzenia podstawy dochodu narodowego, dzięki czemu dostarcza źródła utrzymania większości społeczeństwa[3].
- Społeczeństwo, w którym informacja stała się zasobem produkcyjnym określającym nowe przewagi konkurencyjne w stosunku do otoczenia, a równocześnie zapewniającym rosnący poziom adaptacyjności społecznej, w wyrazie ogólnym i w wyrazie jednostkowym, do zmieniającej się lawinowo zmienności otoczenia[11].
- Społeczeństwo informacyjne możemy zdefiniować jako społeczeństwo, w którym informacja jest kluczowym elementem społeczno-ekonomicznej działalności i zmian[12].
- Społeczeństwo, w którym informacja znalazła szerokie zastosowanie w codziennym życiu społecznym, kulturalnym, ekonomicznym oraz politycznym. SI to społeczeństwo wyposażone w bogato rozwinięte środki komunikacji i przetwarzania informacji, które są podstawą tworzenia większości dochodu narodowego oraz zapewniające źródło utrzymania większości ludzi[13].
- Społeczeństwo informacyjne to puste stwierdzenie, które w warstwie ideologicznej się wyczerpało, jego wartość opisowa jest zaś równie mała[14].
- Społeczeństwo informacyjne jest rzeczywistością tworzoną przez cztery podstawowe elementy: ekonomiczny, społeczny, kulturowy oraz technologiczny. Element ekonomiczny, czyli taki który zajmuje się wytwarzanem technik informacyjnych oraz informacji, ale również ich dystrybucją. Te dziedziny mają duży udział w PKB. Technologiczny, czyli możliwość dostępu do urządzeń, które służą przetwarzaniu informacji, gromadzeniu ich, udostępnianiu czy przechowywaniu. Kulturowy, czyli odpowiedni stopień kultury informacyjnej oraz poziom akceptacji informacji jako towaru oraz dobra strategicznego. Społeczny, czyli wysokie wykształcenie społeczeństwa pod względem technologii informatycznych[15].
- Społeczeństwo informacyjne charakteryzuje się tym, że pobiera informację, wykorzystuje ją, przekazuje dalej oraz wytwarza i przechowuje tę informację[3]

Tych kilka definicji obrazuje podejście do tego terminu. Badacze zajmujący się tym zagadnieniem zmieniają w sposób mniej lub bardziej znaczny wcześniejsze definicje, tworząc niejako nową teorię SI. W tych działaniach można jednak dostrzec, jak wielu aspektów ono dotyczy. Wśród nich można wyróżnić:
- aspekt edukacyjny – społeczeństwo informacji i wiedzy, gdzie owa informacja i edukacja w jej przetwarzaniu oraz zastosowaniu mają być drogą do umiejętności, wiedzy i władzy
- aspekt demokratyczny – społeczeństwo, które ma wolny dostęp do informacji. Każdy obywatel ma prawo do informowania innych i bycia samemu informowanym
- aspekt techniczny – jako społeczeństwo kreowane przez Internet i stale rozwijającą się technikę
- aspekt ekonomiczny – przetworzenie informacji jako podstawa pracy i sposobu zarabiania dla większości społeczeństwa.

## Cechy charakterystyczne społeczeństwa informacyjnego
Cechy charakterystyczne społeczeństwa informacyjnego to:
- wysoko rozwinięty sektor usług, przede wszystkim sektor usług nowoczesnych (bankowość, finanse, telekomunikacja, informatyka, badania i rozwój oraz zarządzanie). W niektórych krajach w tym sektorze pracuje przeszło 80% zawodowo czynnej ludności, przy czym sektor usług tradycyjnych przekracza nieznacznie 10%.
- gospodarka oparta na wiedzy
- wysoki poziom skolaryzacji społeczeństwa
- wysoki poziom alfabetyzmu funkcjonalnego w społeczeństwie
- postępujący proces decentralizacji społeczeństwa
- renesans społeczności lokalnej
- urozmaicanie życia społecznego
- wpływa na upodmiotowienie społeczeństwa i tym samym kreowanie społeczeństwa otwartego[16]
- zdolność do kreacji wiedzy naukowej, informacji użytecznej czy aktualnej, wiarygodnej oraz kompletnej
- nowe techniki komunikacji interpersonalnej, które opiera się na nowoczesnych metodach, ale również na mądrości oraz wiedzy naukowej
- wykluczenie informacji, brak pozbywania się niepotrzebnych informacji może prowadzić do szumu informacyjnego, który równa się z przepełnieniem sfery informacyjnej[17].

| Kryterium identyfikacji | Opis |
| ----------------------- | --- |
| Techniczne              | decydujące znaczenie ma rozwój techniczny |
| Ekonomiczne             | najważniejsze znaczenie dla jego dalszego rozwoju ma wiedza i informacja                                                                                   |
| Zawodowe                | nie tylko stwarza możliwości, ale też wymusza specjalizację pracy i produkcji                                                                              |
| Przestrzenne            | społeczeństwem informacyjnym jest każde państwo narodowe zdolne do określenia zasobów alokacyjnych i władczych oraz do rozpoznania potrzeb swych obywateli |
| Kulturowe               | kultura współczesna staje się rzeczywistością wirtualną, a świat jest kreowany przez media                                                                 |

## Społeczeństwo sieci
Rozwój technologii oraz przystosowanie się społeczeństwa do szybko rozwijającego się cyfrowego świata spowodowało, że ludzie zaczęli wykorzystywać sieć nie tylko jako źródło informacji, ale także „miejsce” nawiązywania kontaktów międzyludzkich. W wyniku tego ukształtował się termin „społeczeństwo sieci”. Internet daje możliwość komunikacji, która nie jest zależna od miejsca oraz czasu. Pozwala to na kontakt ludzi w dwóch dowolnych miejscach na świecie, odległość geograficzna oraz czas nie stanowi przeszkody w rozmowie na czacie bądź za pomocą kamery wbudowanej w komputerze. Technologia ta wspiera nie tylko kontakty prywatne, ale pozwala także na szerszą współpracę przedsiębiorstw z różnych zakątków świata. McLuhan twierdził, że „bliskość relacji online spowodowała skurczenie się świata do rozmiarów globalnej wioski”

## Weryfikacja informacji w sieci
Ilość danych oraz informacji, z którymi spotkamy się w sieci, powoduje ryzyko, że użytkownik otrzyma niewiarygodne informacje. W latach 90 XX wieku Steve Tesich sformuował wniosek, że „media nie posługują się prawdą, ale post-prawdą – stronniczą wersją wydarzeń, która nagina rzeczywistość i oddziałuje na emocje w taki sposób, aby wywołać w odbiorcach konkretną reakcję”.
W obecnych czasach każdy użytkownik, który ma dostęp do sieci może stać się autorem treści. Każdy może publikować informacje, które są według niego precyzyjne, a skutkiem ubocznym tego zjawiska jest szerzenie informacji niezgodnych z prawdą.
Ludzie nabywają tendencję do dzielenia się z szerszym gronem odbiorców własnym życiem, które jest dostosowane pod obecnie panujące standardy bądź trendy. Zjawisko to zostało nazwane „oversharingiem” i polega na „chęci eksponowania się online i publikowania w sieci informacji dotyczących życia prywatnego”.
Użytkownik sieci powinien być świadom tego, że każda osoba w sieci może być anonimowa. Można się posługiwać nieprawdziwym np. zdjęciem, imieniem i nazwiskiem bądź przedstawioną rzeczywistością.
Przykładem nieprawdziwych informacji w sieci może być sprawa Jaysona Blaira, który publikował zmyślone artykuły podczas trwania swojej kariery jako reporter w czasopiśmie The New York Times.

## Gatekeepers
Pierwszy raz to pojęcie zostało użyte przez Kurta Levina w XX wieku. Gatekeepers to osoba, która stoi na straży wiarygodności oraz prawości danej informacji. Gatekeeperzy stosują się do wytycznych, które zostały ustalone oraz sprawdzają pod tym kątem daną informację zanim trafi ona do szerszego grona odbiorców.
Kiedy sieć oraz media cyfrowe nie były rozwinięte do takiego stopnia jak współcześnie tę rolę pełniły osoby związane z dziennikarstwem, np. redaktorzy, wydawcy. To od nich zależało jaka informacja trafi na strony gazet i zostanie przekazana czytelnikom.
Rozwój technologii cyfrowej przyczynił się do powstania większej ilości kanałów informacyjnych. Wiąże się to z powstaniem większej ilości informacji, która jest weryfikowana przez inne środowiska np. polityczne. Zmiany w zakresie funkcjonowania mediów przyczyniły się do powstania „nowych mediów”. Nowe media różnią się od mediów tradycyjnych:
- szybkość dotarcia do odbiorcy
- kreowanie wizerunku
- sposób podejścia do odbiorcy
- ilość reklam
- w nowych mediach możliwość szybkiej modyfikacji udostępnianej treści
- wpływ użytkowników za pomocą np. komentowania

W nowych mediach częściowo gatekeepersami są użytkownicy. To od nich zależy jakie informacje przekażą dalej i w jakie uwierzą. Istotną rolę pełni promocja treści oraz forma pisania treści, sposób formułowania informacji – czy przyciąga uwagę odbiorcy.
Aby zwalczać nieprawdziwe informacje powstało zjawisko bańki filtrującej. Bańka filtrująca ma za zadanie pomóc odbiorcy w weryfikacji prawdziwej informacji. Ma 3 cechy:
- jest indywidualna
- transparentna – użytkownik nie jest świadomy, że otrzymuje treść dostosowaną do niego
- algorytmy, które wyliczają się same. „Filtrowanie informacji odbywa się niezależnie od woli użytkowników”[21].

## Inicjatywy na rzecz rozwoju społeczeństwa informacyjnego w Polsce
Początków zainteresowania budowaniem społeczeństwa informacyjnego w Polsce upatrywać można w raporcie opracowanym w 1991 r. przez Polskie Towarzystwo Informatyczne pt. Propozycja strategii rozwoju informatyki i jej zastosowań w Rzeczpospolitej Polskiej. Ten temat poruszono również podczas I Kongresu Informatyki Polskiej. Analizowano na tej konferencji Raport Bangemanna pt. Europa i Społeczeństwo Globalnej Informacji – Zalecenia dla Rady Europy. Zaproponowano 10 inicjatyw:
- telepraca
- szkolenia na odległość
- sieci łączące uczelnie i jednostki badawcze
- usługi teleinformatyczne dla małych i średnich przedsiębiorstw
- zarządzanie ruchem drogowym
- kontrola ruchu powietrznego
- sieci na użytek sektora zdrowia
- komputeryzacja sektora zamówień publicznych
- transeuropejska sieć administracji publicznej
- infostrada obszarów miejskich[22]

Zagadnienia powyżej podjęto w debacie poselskiej w 2000 r. Efektem była ustawa wzywająca rząd do „przedstawienia w trybie pilnym do końca 2000 roku założeń strategii rozwoju społeczeństwa informacyjnego w Polsce”. 11 września 2001 r. została przyjęta Strategia rozwoju społeczeństwa informacyjnego w Polsce na lata 2001–2006-ePolska. Cele:
1. Przygotowanie społeczeństwa polskiego do szybkich przemian technologicznych, społecznych i gospodarczych związanych z tworzeniem się społeczeństwa informacyjnego, a także do wyzwań nowego rynku pracy i nowych metod pracy.
2. Dostosowanie regulacji prawnych do wymaga szybkiego postępu technologicznego i ery społeczeństwa informacyjnego.
3. Dostosowanie gospodarki narodowej do wymagań globalnej gospodarki elektronicznej (wprowadzenie odpowiednich regulacji prawnych).
4. Zapewnienie wsparcia dla gospodarki elektronicznej przez zaplecze naukowe w celu lepszego wykorzystania szans, jakie oferuje model społeczeństwa informacyjnego.
5. Stworzenie przejrzystych i przyjaznych obywatelowi struktur administracji publicznej, za pomocą narzędzi wykorzystujących ICT.
6. Stworzenie warunków dla trwałego i zrównoważonego rozwoju regionalnego z uwzględnieniem nowoczesnych technik społeczeństwa informacyjnego.
7. Wzrost innowacyjności gospodarki w celu poprawy jej konkurencyjności.
8. Szeroka promocja kultury polskiej[25].

22 lipca 2003 roku Rada Ministrów przyjęła dokument Program na lata 2003–2006 – Tworzenie mechanizmów i struktur rozwoju elektronicznej gospodarki w Polsce (Elektroniczna Platforma Wspomagania Handlu – eHandel).
W 2004 zatwierdzono dokument Strategia informatyzacji Rzeczpospolitej Polskiej – Polska na lata 2004–2006. Wyznaczał on kierunki rozwoju informatyzacji, zachowując przy tym wytyczne Unii Europejskiej. Zakładał:
- zapobieganie informacyjnemu wykluczeniu
- zwiększenie informacyjnego przygotowania zawodowego
- upowszechnienie umiejętności posługiwania się komputerem[27].

Strategiczne kierunki i cele rozwoju społeczeństwa informacyjnego w Polsce do roku 2013:
| Obszar     | Strategiczne kierunki                                                                          | Cele szczegółowe |
| ---------- | ---------------------------------------------------------------------------------------------- | --- |
| Człowiek   | Przyśpieszenie rozwoju kapitału intelektualnego i społecznego Polaków dzięki wykorzystaniu ICT | - podniesienie poziomu motywacji, świadomości, wiedzy i umiejętności w zakresie wykorzystanie ICT - podniesienie poziomu i dostępności edukacji oraz upowszechnienie zasady nauki przez całe życie poprzez wykorzystanie ICT - dopasowanie oferty edukacyjnej do wymagań rynku pracy, którego elementem są ICT - podniesienie poczucia bezpieczeństwa oraz zwiększenie aktywności społecznej, kulturalnej i politycznej Polaków w społeczeństwie dzięki ICT - zapewnienie efektywnej ekonomicznie, bezpiecznej i zorientowanej na przyszłe potrzeby Polaków infrastruktury ICT, niezbędnej do rozwoju polskiego społeczestwa informacyjnego |
| Gospodarka | Wzrost efektywności, innowacyjności i konkurencyjności firm                                    | - podniesienie zdolności tworzenia przez ośrodki naukowo-badawcze innowacyjnych rozwiązań wykorzystywanych przez podmioty gospodarcze - stworzenie warunków sprzyjających rozwojowi sektora ICT oraz e-usług w Polsce - zwiększenie konkurencyjności i innowacyjności polskich przedsiębiorstw poprzez stworzenie warunków do pełniejszego wykorzystania ICT |
| Państwo    | Wzrost dostępności i efektywności usług administracji publicznej przez wykorzystanie ICT       | - udostępnienie szerokiego zakresu usług administracji publicznej świadczonych dróg elektronicznych - podniesienie efektywności administracji publicznej dzięki szerokiemu wykorzystaniu zestandaryzowanych i interoperacyjnych rozwiązań informatycznych - udostępnienie obywatelom oraz firmom, samorządom danych rejestrów referencyjnych oraz innych informacji sektora publicznego w celu ich wykorzystania na rzecz rozbudowy oferty treści i usług |